# 휴 그랜트
휴 그랜트(영어: Hugh Grant, 1960년 9월 9일 ~ )는 영국의 영화 배우이자 제작자이다. 그는 BAFTA와 골든 글로브 어워드 수상자이다. 1994년 리처드 커티스 감독의 《네 번의 결혼식과 한 번의 장례식》으로 일약 국제적인 스타로 떠올랐으며 1999년의 《미키 블루 아이즈》와 《노팅힐》에 출연하며 코미디를 잘 소화하는 남자 주연으로 자리매김했다. 2001년의 《브리짓 존스의 일기》, 2002년의 《어바웃 어 보이》, 2003년의 《러브 액츄얼리》등으로 평단의 호평도 받았다.

## 인물
옥스퍼드 대학교에서 영문학을 전공하던 중, 옥스퍼드의 영화협회가 제작한 캠페인 무비 《옥스퍼드 러브》 출연을 계기로 배우로서의 커리어를 쌓기 시작했다.
대학 졸업 후 친구와 극단을 설립. 유럽을 무대로 텔레비전 등에도 손을 뻗치기도 했으며, 1987년 영화 《모리스》로 제임스 윌비와 함께 베네치아 국제 영화제 남우상을 수상하며 세계적으로 얼굴을 알렸다.
1994년, 《네 번의 결혼식과 한 번의 장례식》이 영국 및 미국에서 예상 외로 선전하며, 골든 글로브상 남우주연상 (뮤지컬·코미디 부문)과 영국 아카데미상 남우주연상을 수상했다.

## 출신 학교
- 옥스퍼드 대학교

## 사생활
1987년 스페인의 《Remando Al Viento》이라는 작품에서 바이런 경역으로 출연한 그랜트는 이 작품에 조연으로 출연한 모델 엘리자베스 헐리를 만났다. 촬영 중에 데이트를 시작한 두 사람은 언론에서 주목을 많이 받는 커플이 되었다. 1995년 할리우드에서 창녀와 함께 있다 경찰에 발각되는 사고가 있었으나 헐리와 그랜트는 헤어지지 않았다. 하지만 2000년 13년의 관계 후 둘은 헤어졌다. 그랜트는 헐리의 아들 데미언의 대부이기도 하다.
2004년부터 2007년까지 영국의 유명인사 제미마 칸과 연인 관계였다. 둘은 양측 합의하에 좋은 관계로 헤어졌다고 한다.
2011년 영국 언론은 그랜트가 딸 '태비사'의 아빠가 되었다는 사실을 보도했다. 아이 어머니가 누구인지는 처음에 알려지지 않았으나 후에 그랜트와 잠시 연인 관계였던 중국계 여성 훙팅란(Tinglan Hong)으로 밝혀졌다. 그랜트의 대변인은 "그는 이것을 미리 계획하지 않았지만 지금 매우 기뻐하고 있으며 (아이 엄마에게) 매우 협조적이다."고 밝혔다. 2012년 미국의 엘런 디제너러스 쇼에서 그랜트는 아이의 중국 이름이 '행복한 놀라움'이라는 뜻의 '샤오시(Xiao Xi)'라고 밝혔다.
그랜트는 골프광이다. 세인트 앤드루스와 같은 유명한 스코틀랜드 골프 클럽에서 자주 파파라치에 찍히기도 한다. 경쟁심이 아주 강해 주로 돈 내기를 하는 것으로 알려져 있다. 어린 시절에는 풀럼 F.C.의 팬이었으며 스코티시인 할아버지의 영향으로 레인저스 F.C.도 응원하고 있다.

## 출연 작품

### 텔레비전
| 연도   | 제목                                   | 역할                      | 비고      |
| ------ | -------------------------------------- | ------------------------- | --------- |
| 1985년 | Honour, Profit and Pleasure            | 벌링턴 경                 | TV 영화   |
| 1985년 | Jenny's War                            | 피터 베이네스             | TV 영화   |
| 1985년 | The Detective                          | 앤드류 블래케넬           | TV 시리즈 |
| 1985년 | The Last Place on Earth                | 앱슬리 체리 제라드        | TV 시리즈 |
| 1986년 | Lord Elgin and Some Stones of No Value | 윌리엄 해밀턴 니스베트    | TV 영화   |
| 1986년 | The Demon Lover                        | 로버트 드로버             | TV 영화   |
| 1986년 | Ladies in Charge                       | 제랄드 보턴-그린          | TV 시리즈 |
| 1986년 | A Very Peculiar Practice               | 콜린                      | TV 시리즈 |
| 1989년 | Till We Meet Again                     | 브루노 드 란셀            | TV 시리즈 |
| 1989년 | Champagne Charlie                      | 샤를르 아이드지크         | TV 영화   |
| 1989년 | The Lady and the Highwayman            | 루시우스 빈/실버 블레이드 | TV 영화   |
| 1991년 | The Trials of Oz                       | 리차드 네빌               | TV 영화   |
| 1991년 | Our Sons                               | 제임스 그란트             | TV 영화   |
| 1992년 | Shakespeare: The Animated Tales        | 세바스찬                  | TV 영화   |
| 1994년 | The Changeling                         | 아르세메로                | TV 영화   |
| 1992년 | Hooves of Fire                         | 빌트젠 (목소리)           | TV 영화   |
| 1992년 | 닥터 후 and the Curse of Fatal Death   | 12번째 닥터               | TV 시리즈 |
| 2001년 | Being Mick                             | 본인                      | TV 영화   |
| 2002년 | Legend of the Lost Tribe               | 빌트젠 (목소리)           | TV 영화   |
| 2007년 | Top Gear                               | 본인                      | TV 영화   |
| 2018년 | A Very English Scandal                 |                           | TV 드라마 |

### 영화
| 연도   | 제목                            | 제목 (원제)                                                | 역할                | 비고                                                |
| ------ | ------------------------------- | ---------------------------------------------------------- | ------------------- | --------------------------------------------------- |
| 1982년 | 옥스퍼드 러브                   | Privileged                                                 | Lord Adrian         |                                                     |
| 1987년 | 모리스                          | Maurice                                                    | 클라이브 더럼       | 베니스 국제 영화제 볼피컵 남우주연상                |
| 1988년 | 로윙 윈드                       | Rowing with the Wind                                       | 조지 고든 바이런    |                                                     |
| 1988년 | 백사의 전설                     | The Lair of the White Worm                                 | 제임스 더프튼 경    |                                                     |
| 1988년 | 우연한 방문객                   | The Dawning                                                | 해리                |                                                     |
| 1988년 | 벵골의 밤                       | The Bengali Night                                          | 알란                |                                                     |
| 1988년 | 다이애나의 두 남자              | White Mischief                                             | 휴 콜몬들리 제3남작 |                                                     |
| 1990년 | 위대한 챔피언                   | The Big Man                                                | 고든                |                                                     |
| 1991년 | 쇼팽의 연인                     | Impromptu                                                  | 쇼팽                |                                                     |
| 1992년 | 비터 문                         | Bitter Moon                                                | 나이젤 돕슨         |                                                     |
| 1993년 | 남아있는 나날                   | The Remains of the Day                                     | 레지날드 카디날     |                                                     |
| 1993년 | 베니스행 야간 열차              | Night Train to Venice                                      | 마틴 가밀           |                                                     |
| 1994년 | 네 번의 결혼식과 한 번의 장례식 | Four Weddings and a Funeral                                | 찰스                | 골든 글로브상 남우주연상 영국 아카데미상 남우주연상 |
| 1994년 | 사이렌스                        | Sirens                                                     | 앤서니 캠피온       |                                                     |
| 1995년 | 레스터레이션                    | Restoration                                                | 일리어스 핀         |                                                     |
| 1995년 | 센스 앤 센서빌리티              | Sense And Sensibility                                      | 에드워드 페라스     |                                                     |
| 1995년 | 나인 먼쓰                       | Nine Months                                                | 사뮤엘 포그너       |                                                     |
| 1995년 | 잉글리쉬 맨                     | The Englishman Who Went Up a Hill But Came Down a Mountain | 레지날드 안슨       |                                                     |
| 1995년 | 딥 어드벤처                     | An Awfully Big Adventure                                   | 메레디스 포터       |                                                     |
| 1996년 | 선택                            | Extreme Measures                                           | 의사 가이 루산      | 제작                                                |
| 1998년 | 정킷 호어                       | Junket Whore                                               | 본인                |                                                     |
| 1999년 | 미키 블루 아이즈                | Mickey Blue Eyes                                           | 마이클 펠게이트     |                                                     |
| 1999년 | 노팅힐                          | Notting Hill                                               | 윌리엄 태커         |                                                     |
| 2000년 | 스몰 타임 크룩스                | Small Time Crooks                                          | 데이비드            |                                                     |
| 2001년 | 브리짓 존스의 일기              | Bridget Jones's Diary                                      | 다니엘 클리버       |                                                     |
| 2002년 | 투 윅스 노티스                  | Two Weeks Notice                                           | 조지 웨이드         |                                                     |
| 2002년 | 어바웃 어 보이                  | About a Boy                                                | 윌 프리먼           |                                                     |
| 2003년 | 러브 액츄얼리                   | Love Actually                                              | 데이비드            |                                                     |
| 2004년 | 브리짓 존스의 일기: 열정과 애정 | Bridget Jones: The Edge of Reason                          | 다니엘 클리버       |                                                     |
| 2005년 | 하우스워밍                      | Housewarming                                               | 새로운 이웃         | 카메오                                              |
| 2006년 | 아메리칸 드림즈                 | American Dreamz                                            | 마틴 트위드         |                                                     |
| 2007년 | 그 여자 작사 그 남자 작곡       | Music and Lyrics                                           | 알렉스 플래처       |                                                     |
| 2008년 | 들어는 봤니? 모건 부부          | Did You Hear About the Morgans?                            | 폴 모건             |                                                     |
| 2012년 | 클라우드 아틀라스               | Cloud Atlas                                                | 덴 홀름/ 코나 족    |                                                     |
| 2012년 | 허당 해적단                     | The Pirates! In an Adventure with Scientists!              | 해적 선장 (목소리)  |                                                     |
| 2014년 | 한 번 더 해피엔딩               | The Rewrite                                                | 키스 마이클스       |                                                     |
| 2015년 | 맨 프롬 UNCLE                   | The Man from U.N.C.L.E.                                    | 웨이벌리            |                                                     |
| 2016년 | 플로렌스                        | Florence Foster Jenkins                                    | 베이필드            |                                                     |
| 2017년 | 패딩턴 2                        | Paddington 2                                               | 피닉스 부캐넌       |                                                     |
| 2020년 | 젠틀맨                          | The Gentlemen                                              | 플레처              |                                                     |
| 2023년 | 던전 앤 드래곤: 도적들의 명예   | Dungeons & Dragons: Honor Among Thieves                    | 포지 피츠윌리엄     |                                                     |
| 2023년 | 스파이 코드명 포춘              | Operation Fortune: Ruse de guerre                          |                     |                                                     |
| 2023년 | 웡카                            | Wonka                                                      | 움파 룸파           |                                                     |
| 2025년 | 브리짓 존스의 일기: 뉴 챕터     | Bridget Jones: Mad About the Boy                           | 다니엘              |                                                     |

## 수상 경력
- 1987년 제44회 베니스국제영화제 볼피컵 남우주연상
- 1994년 제7회 시카고비평가협회상 유망남우상
- 1995년 제15회 런던비평가협회상 특별공로상
- 1995년 영국이브닝스탠다드필름어워즈 코미디부문 피터 셀러상
- 1995년 제52회 골든글로브시상식 뮤지컬/코미디부문 남우주연상
- 1995년 제48회 영국아카데미시상식 남우주연상
- 2000년 쿠삽니발로어워즈 남우주연상
- 2000년 엠파이어어워즈 영국남우주연상
- 2002년 영국이브닝스탠다드필름어워즈 코미디부문 피터 셀러상
- 2002년 VH1/Vogue 패션어워드 남성스타상
- 2002년 테러미나 BNL 필름페스티벌 테러미나 예술 다이아몬드상
- 2002년 GQ 남성 올해의시상식 코미디부문 남자배우상
- 2003년 제23회 런던비평가협회상 영국남우주연상
- 2003년 엠파이어어워즈 영국남우주연상
- 2003년 제38회 골든카메라시상식 최우수해외남자배우상
- 2003년 BAFTA/LA 브리타니아 어워즈 스탠리 큐블릭 브리타니아상
- 2006년 제31회 세자르영화제 특별공로상
- 2016년 BFI 어워즈 팔로우 쉽상
- 2016년 제20회 할리우드영화제 남우조연상
- 2016년 이브닝스탠다드브리티쉬필름어워즈 남우주연상
- 2016년 쥬리치필름페스티벌 골든 아이콘상
- 2018년 제38회 런던비평가협회상 남우조연상